# سطح مكتب دلالي
سطح المكتب الدلالي هو مصطلح يشير إلى عدة أفكار تهدف إلى تغيير واجهة المستخدم للحاسوب، وتغيير قدرات التعامل مع البيانات، بحيث يمكن مشاركة هذه البيانات بسهولة بين التطبيقات، مما يولد علاقات جديدة بين هذه البيانات لم تكن معروفة للحاسوب من قبل. وتتضمن فكرة سطح المكتب الدلالي أيضا إمكانية مشاركة المعلومات آليا مع عدة أشخاص. يعتبر هذا المفهوم مرتبطا بمفهوم الويب الدلالي، لكنه ينفصل عنه في تعلقه بالاستخدام الشخصي للمعلومات.

## وصلات خارجية
- سيمانتك ديسكتوب.أورج